# Rm (Unix)
rm (a remove rövidítése) egy Unix parancs, melyet állományok törlésére használunk.

## Opciók
Lássuk a parancs egy pár opcióját:
- -r, ha rekurzívan akarjuk egy könyvtár állományait törölni
- -i, ha azt akarjuk, hogy minden egyes törlésnél a beleegyezésünket kérje ("interactive")
- -f, ha nem létező állományokat akarunk törölni ("force")
- -v, kimutassa hogy mit törölt ki ("verbose")

Ahhoz, hogy ne legyenek véletlen törlések, ajánlatos az rm parancsot "rm -i" opcióval használni. Ha a felhasználó több állományt töröl, akkor érdemes az -f opciót is használni, ami elnyomja a hibát, ha valamelyik fájl nem létezik, vagy nincs rá írásjog.
Az rm parancsot gyakran használják az xargs paranccsal, ha a törlendő állományok listája fájlban van (ez azonban csak akkor működik, ha a fájlok nevében nincs helyköz):
```
xargs rm < allomanylista
```

Amikor az rm-ben egy szimbolikus linket használunk, csak a link törlődik, a linkelt állomány nem.
Ha egy könyvtárat akarunk törölni az állományaival együtt, akkor használjuk a következő parancsot:
```
rm -r
```

Ez rekurzívan törli az összes állományt.